# Simone Inzaghi
Simone Inzaghi (Piacenza, provincia de Piacenza, Italia; 20 de abril de 1976) es un entrenador de fútbol y exfutbolista italiano, que como jugador se desempeñaba en el puesto de delantero. Actualmente dirige al Al-Hilal F. C. de la Liga Profesional Saudí.
Es hermano menor de Filippo Inzaghi, también exfutbolista y entrenador.

## Trayectoria como jugador

### Piacenza e inicios como futbolista
En 1993 comenzó su carrera profesional en Piacenza el club de su ciudad, donde además se formó, aunque nunca llegó a debutar oficialmente en este. Desde la temporada 94-95 es cedido a los siguientes clubes: Carpi, Novara Calcio, FC Lumezzane S.S.D. y Brescello, en el primero de estos hace su debut oficial. Luego, volvió a Piacenza en 1998 donde recién puede debutar con su club natal, anotando 15 goles en 30 partidos en la temporada 1998-99, lo que lo llevaría a un año después a la Società Sportiva Lazio.

### SS Lazio
Para la temporada 1999-2000 llega a un acuerdo con la Lazio club del que era hincha desde pequeño. Perteneció por 11 temporadas al club albiceleste siendo prestado en dos ocasiones a la Sampdoria y al Atalanta.
El 22 de mayo de 2010 anuncia la terminación de su contrato con la Lazio, con un año de antelación, pero permanece en la región de Lazio, esta vez como entrenador de los estudiantes de la región.
Con 20 goles es el máximo goleador (1.º) en competiciones internacionales oficiales de la Lazio, y también es el undécimo (11.º) goleador de la Lazio de todos los tiempos, con un total de 55 goles en competiciones oficiales.

### Selección nacional de Italia
Ha sido internacional con Italia en 3 ocasiones. Su debut fue el 29 de marzo de 2000 en un partido contra España. Ese mismo año jugó contra Inglaterra en la victoria 1-0 de Italia. Sería convocado en el 2003 para jugar también en la victoria 1-0 de su selección contra Rumania.

## Carrera como entrenador

### Divisiones menores de SS Lazio
Tras colgar las botas, Inzaghi comenzó a entrenar en las categorías inferiores de la Lazio en 2014.

### SS Lazio
Temporada 2015-16
El 3 de abril de 2016, fue nombrado nuevo técnico del primer equipo de la Lazio, reemplazando a Stefano Pioli. El conjunto romano era 8.º tras 31 jornadas de la Serie A y concluyó el campeonato en idéntica situación, tras ganar 4 partidos y perder 3.
Temporada 2016-17
Al término de la temporada, el club anunció la contratación de Marcelo Bielsa; pero este dimitió a los pocos días de confirmarse su llegada, por lo que finalmente Inzaghi permaneció en el banquillo biancocelesti. Inzaghi llevó al equipo romano a la final de la Copa de Italia (que perdió por 2-0 ante la Juventus de Turín) y a la 5.ª posición en la Serie A. Tras esta buena temporada, renovó su contrato con el club por tres años más.
Temporada 2017-18
El equipo de Inzaghi comenzó la temporada 2017-18 tomándose la revancha contra la Juventus de Turín al ganar la Supercopa de Italia (3-2). En la Copa de Italia, el conjunto laziale llegó a semifinales, pero perdió contra el AC Milan en la tanda de penaltis; mientras que en la Serie A, tras pelear durante todo el curso para clasificarse para la Champions, finalmente perdió la 4.ª posición en la última jornada del campeonato.
Temporada 2018-19
En la temporada 2018-19, la Lazio solo pudo ser 8.ª en la Serie A, pero en cambio consiguió ganar la Copa de Italia.
Temporada 2019-20
Para la temporada 2019-20, la Lazio terminó en la 4.ª posición en la Serie A, clasificándose para la Champions. Además, quedó eliminado en la Copa de Italia ante el Napoli y no pudo revalidar su título, pero sí que consiguió ganar la Supercopa de Italia a la Juventus, al igual como pasó el 2017, por 3 goles a 1, logrando Inzaghi un nuevo título como entrenador y para el elenco romano.
Temporada 2020-21
En la temporada 2020-21, la Lazio terminó en la 6.ª posición en la Serie A, por lo que se clasificó para la Europa League. En la Champions, fue eliminado en octavos de final por el Bayern Múnich; mientras que en Copa de Italia, llegó hasta los cuartos de final, donde cayeron ante el Atalanta.
El 27 de mayo de 2021, después de 5 años dirigiendo al equipo laziale, se confirmó su marcha del club, dejando 3 títulos como técnico en su palmarés (una Copa de Italia y 2 Supercopas de Italia).

### Inter de Milán
Temporada 2021-22
El 3 de junio de 2021, se hizo oficial su fichaje por el Inter de Milán, en sustitución de Antonio Conte, por las próximas 2 temporadas. El 12 de enero del 2022, logró su primer título como entrenador del Inter, al vencer a la Juventus de Turín por un marcador de 2-1 en la final de la Supercopa de Italia. El 11 de mayo de 2022, obtuvo su segunda Copa de Italia tras vencer a la Juventus por un marcador de 4-2, mientras que terminó siendo subcampeón de la Serie A. El 21 de junio de 2022, se hizo oficial su renovación con el equipo nerazzurro hasta junio de 2024.
Temporada 2022-23
En su segunda temporada en el banquillo interista, Inzaghi logró revalidar el título de campeón de la Copa de Italia, finalizó 3º en la Serie A y llegó a la final de la Liga de Campeones, que perdió contra el Manchester City (1-0).
Temporada 2023-24
El 5 de septiembre de 2023, Inzaghi renovó su contrato con el club hasta 2025.El 22 de enero de 2024, ganó su 5ª Supercopa de Italia, superando a Fabio Capello y Marcello Lippi (4) como entrenadores con más Supercopas italianas. Además, también logró conquistar su primer Scudetto al mando del Inter de Milán tras dominar el torneo con total autoridad.
Temporada 2024-25
Su cuarta y última temporada en el Inter de Milán fue muy prometedora hasta un fatídico tramo final: El combinado nerazzurro fue eliminado de la Copa Italia por su rival ciudadano, el Milan, en semifinales (1-1, 0-3); resultó subcampeón de la Serie A, sumando un punto menos que el SSC Napoli; y cayó estrepitosamente en la final de la Liga de Campeones ante el París Saint-Germain (5-0). El 3 de junio de 2025, se anunció su marcha del club.

### Al-Hilal FC
El 5 de junio de 2025, fue nombrado entrenador del Al-Hilal F. C. hasta junio de 2027.

## Clubes y estadísticas

### Como jugador
| Club                 | País   | Año         | Partidos | Goles |
| -------------------- | ------ | ----------- | -------- | ----- |
| Piacenza             | Italia | 1993 - 1994 | 0        | 0     |
| Carpi (Préstamo)     | Italia | 1994 - 1995 | 9        | 0     |
| Novara (Préstamo)    | Italia | 1995 - 1996 | 23       | 4     |
| Lumezzane (Préstamo) | Italia | 1996 - 1997 | 23       | 6     |
| Piacenza             | Italia | 1997 - 1998 | 1        | 0     |
| Brescello (Préstamo) | Italia | 1997 - 1998 | 21       | 10    |
| Piacenza             | Italia | 1998 - 1999 | 30       | 15    |
| Lazio                | Italia | 1999 - 2004 | 169      | 53    |
| Sampdoria (Préstamo) | Italia | 2004 - 2005 | 7        | 0     |
| Lazio                | Italia | 2005 - 2007 | 14       | 1     |
| Atalanta (Préstamo)  | Italia | 2007 - 2008 | 19       | 0     |
| Lazio                | Italia | 2008 - 2010 | 13       | 1     |
| Total                | Total  | Total       | 329      | 90    |

### Como entrenador
| Equipo                  | Div.                | Temporada           | Liga  | Liga | Liga | Liga | Liga |       | Copa | Copa | Copa | Copa  |    | Internacional | Internacional | Internacional | Internacional | Internacional |   | Otros | Otros | Otros | Otros |     | Totales     | Totales | Totales | Totales | Totales | Totales | Totales | Totales |
| Equipo                  | Div.                | Temporada           | Part. | G    | E    | P    | Pos. | Part. | G    | E    | P    | Part. | G  | E             | P             | Pos.          | Part.         | G             | E | P     | Part. | G     | E     | P   | Rendimiento | GF      | GC      | Dif.    |         |         |         |         |
| ----------------------- | ------------------- | ------------------- | ----- | ---- | ---- | ---- | ---- | ----- | ---- | ---- | ---- | ----- | -- | ------------- | ------------- | ------------- | ------------- | ------------- | - | ----- | ----- | ----- | ----- | --- | ----------- | ------- | ------- | ------- | ------- | ------- | ------- | ------- |
| SS Lazio · Italia       | 1.ª                 | 2015-16             | 7     | 4    | 0    | 3    | 8.º  | -     | -    | -    | -    | -     | -  | -             | -             | -             | -             | -             | - | -     | 7     | 4     | 0     | 3   | 57.14%      | 13      | 10      | +3      |         |         |         |         |
| SS Lazio · Italia       | 1.ª                 | 2016-17             | 38    | 21   | 7    | 10   | 5.º  | 5     | 3    | 0    | 2    | -     | -  | -             | -             | -             | -             | -             | - | -     | 43    | 24    | 7     | 12  | 61.24%      | 84      | 59      | +25     |         |         |         |         |
| SS Lazio · Italia       | 1.ª                 | 2017-18             | 38    | 21   | 9    | 8    | 5.º  | 4     | 2    | 2    | 0    | 12    | 7  | 2             | 3             | 1/4           | 1             | 1             | 0 | 0     | 55    | 31    | 13    | 11  | 64.24%      | 123     | 69      | +54     |         |         |         |         |
| SS Lazio · Italia       | 1.ª                 | 2018-19             | 38    | 17   | 8    | 13   | 8.º  | 5     | 3    | 2    | 0    | 8     | 3  | 0             | 5             | 1/16          | -             | -             | - | -     | 51    | 23    | 10    | 18  | 51.64%      | 73      | 62      | +11     |         |         |         |         |
| SS Lazio · Italia       | 1.ª                 | 2019-20             | 38    | 24   | 6    | 8    | 4.º  | 2     | 1    | 0    | 1    | 6     | 2  | 0             | 4             | FG            | 1             | 1             | 0 | 0     | 47    | 28    | 6     | 13  | 63.83%      | 92      | 53      | +39     |         |         |         |         |
| SS Lazio · Italia       | 1.ª                 | 2020-21             | 38    | 21   | 5    | 12   | 6.º  | 2     | 1    | 0    | 1    | 8     | 2  | 4             | 2             | 1/8           | -             | -             | - | -     | 48    | 24    | 9     | 15  | 56.25%      | 78      | 72      | +6      |         |         |         |         |
| SS Lazio · Italia       | Total               | Total               | 197   | 108  | 35   | 54   | -    | 18    | 10   | 4    | 4    | 34    | 14 | 6             | 14            | -             | 2             | 2             | 0 | 0     | 251   | 134   | 45    | 72  | 59.37%      | 463     | 325     | +138    |         |         |         |         |
| Inter de Milán · Italia | 1.ª                 | 2021-22             | 38    | 25   | 9    | 4    | 2.º  | 5     | 4    | 1    | 0    | 8     | 4  | 1             | 3             | 1/8           | 1             | 1             | 0 | 0     | 52    | 34    | 11    | 7   | 72.43%      | 107     | 44      | +63     |         |         |         |         |
| Inter de Milán · Italia | 1.ª                 | 2022-23             | 38    | 23   | 3    | 12   | 3.º  | 5     | 4    | 1    | 0    | 13    | 7  | 3             | 3             | 2.º           | 1             | 1             | 0 | 0     | 57    | 35    | 7     | 15  | 65.49%      | 100     | 56      | +44     |         |         |         |         |
| Inter de Milán · Italia | 1.ª                 | 2023-24             | 38    | 29   | 7    | 2    | 1.º  | 1     | 0    | 0    | 1    | 8     | 4  | 3             | 1             | 1/8           | 2             | 2             | 0 | 0     | 49    | 35    | 10    | 4   | 78.23%      | 104     | 31      | +73     |         |         |         |         |
| Inter de Milán · Italia | 1.ª                 | 2024-25             | 38    | 24   | 9    | 5    | 2.º  | 4     | 2    | 1    | 1    | 15    | 10 | 3             | 2             | 2.º           | 2             | 1             | 0 | 1     | 59    | 37    | 13    | 9   | 70.05%      | 114     | 58      | +56     |         |         |         |         |
| Inter de Milán · Italia | Total               | Total               | 152   | 101  | 28   | 23   | -    | 15    | 10   | 3    | 2    | 44    | 25 | 10            | 9             | -             | 6             | 5             | 0 | 1     | 217   | 141   | 41    | 35  | 71.28%      | 425     | 188     | +237    |         |         |         |         |
| Al-Hilal Arabia Saudita | 1.ª                 | 2024-25             | -     | -    | -    | -    | -    | -     | -    | -    | -    | -     | -  | -             | -             | -             | 5             | 2             | 2 | 1     | 5     | 2     | 2     | 1   | 53.33%      | 8       | 6       | +2      |         |         |         |         |
| Al-Hilal Arabia Saudita | 1.ª                 | 2025-26             | 0     | 0    | 0    | 0    | -    | 0     | 0    | 0    | 0    | 0     | 0  | 0             | 0             | -             | 0             | 0             | 0 | 0     | 0     | 0     | 0     | 0   | 0%          | 0       | 0       | +0      |         |         |         |         |
| Al-Hilal Arabia Saudita | Total               | Total               | 0     | 0    | 0    | 0    | -    | 0     | 0    | 0    | 0    | 0     | 0  | 0             | 0             | -             | 5             | 2             | 2 | 1     | 5     | 2     | 2     | 1   | 53.33%      | 8       | 6       | +2      |         |         |         |         |
| Total en su carrera     | Total en su carrera | Total en su carrera | 349   | 209  | 63   | 77   | -    | 33    | 20   | 7    | 6    | 78    | 39 | 16            | 23            | -             | 13            | 9             | 2 | 2     | 473   | 277   | 88    | 108 | 64.76%      | 896     | 519     | +377    |         |         |         |         |
| 1. 2. 3.                |                     |                     |       |      |      |      |      |       |      |      |      |       |    |               |               |               |               |               |   |       |       |       |       |     |             |         |         |         |         |         |         |         |

#### Resumen por competiciones
| Competición                          | Partidos | Ganados | Empatados | Perdidos | %      | Resultado        |
| ------------------------------------ | -------- | ------- | --------- | -------- | ------ | ---------------- |
| Serie A                              | 349      | 209     | 63        | 77       | 65.91% | Campeón          |
| Copa Italia                          | 33       | 20      | 7         | 6        | 67.68% | Campeón          |
| Supercopa de Italia                  | 8        | 7       | 0         | 1        | 87.5%  | Campeón          |
| Liga Profesional Saudí               | 0        | 0       | 0         | 0        | 0%     | En disputa       |
| Copa del Rey de Campeones            | 0        | 0       | 0         | 0        | 0%     | En disputa       |
| Liga de Campeones de la UEFA         | 52       | 27      | 14        | 11       | 60.89% | Subcampeón       |
| Liga Europea de la UEFA              | 26       | 12      | 2         | 12       | 48.71% | Cuartos de final |
| Liga de Campeones de Élite de la AFC | 0        | 0       | 0         | 0        | 0%     | En disputa       |
| Mundial de Clubes de la FIFA         | 5        | 2       | 2         | 1        | 53.33% | Cuartos de final |
| TOTAL                                | 473      | 277     | 88        | 108      | 64.76% | 9 Títulos        |

## Palmarés

### Como jugador

#### Campeonatos nacionales
| Título              | Club     | País   | Año     |
| ------------------- | -------- | ------ | ------- |
| Serie A             | SS Lazio | Italia | 1999-00 |
| Copa Italia         | SS Lazio | Italia | 1999-00 |
| Supercopa de Italia | SS Lazio | Italia | 2000    |
| Copa Italia         | SS Lazio | Italia | 2003-04 |
| Copa Italia         | SS Lazio | Italia | 2008-09 |
| Supercopa de Italia | SS Lazio | Italia | 2009    |

#### Copas internacionales
| Título              | Club     | Sede   | Año  |
| ------------------- | -------- | ------ | ---- |
| Supercopa de Europa | SS Lazio | Mónaco | 1999 |

### Como entrenador

#### Campeonatos nacionales
| Título              | Club           | País   | Año  |
| ------------------- | -------------- | ------ | ---- |
| Supercopa de Italia | SS Lazio       | Italia | 2017 |
| Copa Italia         | SS Lazio       | Italia | 2019 |
| Supercopa de Italia | SS Lazio       | Italia | 2019 |
| Supercopa de Italia | Inter de Milán | Italia | 2021 |
| Copa Italia         | Inter de Milán | Italia | 2022 |
| Supercopa de Italia | Inter de Milán | Italia | 2022 |
| Copa Italia         | Inter de Milán | Italia | 2023 |
| Supercopa de Italia | Inter de Milán | Italia | 2023 |
| Serie A             | Inter de Milán | Italia | 2024 |